# تپه سبز
تپه سبز مربوط به عصر آهن - هزاره اول قبل از میلاد است و در شهرستان کرمانشاه، بخش مرکزی، دهستان میان دربند، روستای تپه سبز واقع شده و این اثر در تاریخ ۷ خرداد ۱۳۸۷ با شمارهٔ ثبت ۲۲۸۲۸ به‌عنوان یکی از آثار ملی ایران به ثبت رسیده است.